# Вальдемар Скшипчак
Вальдемар Скшипчак (пол. Waldemar Skrzypczak; 19 січня 1956, Щецин — 21 липня 2025) — польський військовий, генерал броні Збройних Сил Польщі, з 2006 до 2009 року — командувач сухопутних військ Польщі.

## Висловлювання
В березні 2022 в ході російської збройної агресії проти України та російських погроз у бік Польщі генерал Скшипчак заявив, що Калінінградська область є територією «під російською окупацією з 1945 року». Він також підкреслив, що ця територія ніколи не була російською, а історично належала Пруссії та Польщі.
|  | Тепер варто було б заявити на неї свої права, так, як це було раніше з відвойованими територіями. Можливо, варто претендувати на цей Калінінградський округ, який, на мою думку, є частиною території Польщі. Ми маємо право мати претензії на територію, яку окупує Росія. |